# Xã Lisbon, Quận Davison, Nam Dakota
Xã Lisbon (tiếng Anh: Lisbon Township) là một xã thuộc quận Davison, tiểu bang Nam Dakota, Hoa Kỳ. Năm 2010, dân số của xã này là 140 người.